# Zorascar pasunepomme
Espèce
Zorascar pasunepomme est une espèce d'araignées aranéomorphes de la famille des Udubidae.

## Distribution
Cette espèce est endémique de la région Diana à Madagascar,. Elle se rencontre vers Bamevika.

## Description
La femelle holotype mesure 6,82 mm.

## Étymologie
Le nom de cette espèce est une référence au tableau de René Magritte "Ceci n'est pas une pomme" car les organes génitaux semblent rappeler l'apparence d'une pomme.

## Systématique et taxinomie
Cette espèce a été décrite par Henrard, Griswold et Jocqué en 2024.

## Publication originale
- Henrard, Griswold & Jocqué, 2024 : « On new genera and species of crack-leg spiders (Araneae, Udubidae) from Madagascar. » European Journal of Taxonomy, vol. 966, p. 1-80 (texte intégral).